# Joseph Gulsoy
Joseph Gulsoy   (Ordu, 15 d'agost de 1925 - Aurora, 19 d'agost de 2025) fou un lingüista i catalanista canadenc. Nascut a Turquia en el si d'una família armènia, residí d'ençà del 1949 al Canadà, país del qual va adoptar la nacionalitat el 1959.
Deixeble de Joan Coromines, considerat pel lingüista valencià Emili Casanova com "El millor filòleg de la nostra llengua no nadiu, un dels tres filòlegs més importants en l’actualitat, amb Germà Colón i Joan Veny" i fill adoptiu de la vila d’Énguera (d'ençà del 2013), li fou atorgada el 2018 la Medalla d’Or de l’Acadèmia Valenciana de Cultura per la seva contribució lingüística cabdal.
Va morir el 19 d'agost del 2025, uns pocs dies després de fer 100 anys.

## Biografia
Fill de Murat Gulsoy, coneixedor de diverses llengües i aficionat a l'etimologia, des de ben aviat Joseph Gulsoy ja va mostrar interès pels idiomes: durant l'adolescència va estudiar esperanto, alemany i francès, a més d'anglès. Després de formar-se en el camp de l'enginyeria al seu país natal, es traslladà al Canadà per prosseguir els estudis, però l'any 1950 es matriculà a la Universitat de la Colúmbia Britànica, a Vancouver, per cursar estudis de llengua i literatura anglesa, francesa i alemanya. També aleshores s'inicià en l'estudi de l'espanyol, llengua en la qual s'acabà especialitzant tant en el grau com amb un Màster en Llengües Romàniques, obtingut a la Universitat de Toronto. El 1955 es traslladà als Estats Units, a la Universitat de Chicago, per ampliar la formació filològica, on va ser deixeble de Joan Coromines, gràcies al qual s'introduí en la filologia catalana. Es doctorà en filologia romànica el 1961, amb una tesi sobre el Diccionario Valenciano-Castellano, de Manuel Joaquim Sanelo. El treball va ser publicat per la Societat Castellonenca de Cultura el 1964. Gulsoy tingué l'oportunitat d'acompanyar Coromines en alguns dels seus viatges pels Pirineus, i pogué aprendre la rigorosa metodologia en l'estudi dialectal i les maneres del filòleg català, la seva capacitat de tractar amb els pagesos i de generar confiança en els informants. Des del 1958 va ser professor del Departament d'Espanyol i Portuguès de la Universitat de Toronto. El 1991 esdevingué catedràtic emèrit d'aquesta universitat fins a la seva retirada definitiva, el 1997. Va col·laborar en la fundació de la North American Catalan Society, i en fou el president entre el 1980 i el 1982.
El 1957 viatjà per primer cop al País Valencià per establir els primers contactes amb relació a la tesi doctoral i per practicar l'idioma. Allí travà amistat amb Manuel Sanchis Guarner, Joan Fuster i Josep Giner i Marco, que l'ajudaren, entre altres erudits, en les seves investigacions i en l'aprenentatge de la variant valenciana del català.
Pel que fa a la recerca acadèmica, Gulsoy va estudiar diversos aspectes del català, el castellà i el portuguès, centrant-se sobretot en la gramàtica històrica, la dialectologia i l'etimologia. Va col·laborar amb Joan Coromines en la confecció i redacció del Diccionari etimològic i complementari de la llengua catalana i en la ingent obra etimològica Onomasticon Cataloniae. El 1989 fou guardonat amb el Premi Internacional Ramon Llull de la Fundació Congrés de Cultura Catalana i el Premi Internacional Catalònia, de l'Institut d'Estudis Catalans, institució de la qual fou membre corresponent des del 1994. El 1998 fou nomenat Doctor honoris causa per la Universitat de Barcelona, apadrinat per Joan Veny, i el 1999 per la Universitat de València. El 1998 va rebre la Creu de Sant Jordi. Al llarg de la seva trajectòria, va participar assíduament en les activitats de l'Associació Internacional de Llengua i Literatura Catalanes. També fou membre de la Royal Society of Canada des del 1982. El 2013 va ser nomenat fill adoptiu d'Énguera. Ja a una edat molt avançada treballà en la publicació del llibre Els parlars d’Énguera, Anna, Xella, Bolbait, Navarrés, Quesa i Bicorb. El ‘Vocabulario de Enguera y de la Canal de Navarrés' (juliol de 2024).

## Obres
- 1964: El Diccionario valenciano-castellano de Manuel Joaquim Sanelo. Edición, estudio de fuentes y lexicología. Castelló de la Plana, Societat Castellonenca de Cultura.
- 1977: Catalan Studies. Volume in Memory of Josephine de Boer. Editat per Josep M. Solé i Sabaté. Barcelona, Hispam.
- 1993: Estudis de gramàtica històrica. València / Barcelona. Institut de Filologia Valenciana / Publicacions de l'Abadia de Montserrat.
- 2001: Estudis de filologia valenciana: escrits seleccionats [publ. juntament amb Antoni Ferrando]. València. Premi Serra d'Or de Catalanística (2002).
- 2010: Epistolari Joan Coromines & Joseph Gulsoy. A cura de Josep Ferrer i Joan Pujadas. Pròleg de Joan Ferrer. Barcelona: Fundació Pere Coromines ("Textos i Estudis", 15).
- 2024 Els parlars d’Énguera, Anna, Xella, Bolbait, Navarrés, Quesa i Bicorb. El ‘Vocabulario de Enguera y de la Canal de Navarrés'. València: Acadèmia Valenciana de la llengua, ISBN 978-84-482-6972-2

### Articles destacats
- 1959-1962: “La lexicografia valenciana”, Revista Valenciana de Filologia, 6, p. 109-141.
- 1981: “L'evolució de la terminació adjectival –IDUS en català i castellà”, Estudis de llengua i literatura catalanes, Publicacions de l'Abadia de Montserrat, vol. 2/3, p. 25-42.
- 1996: “El tractament de la -n < N' en català”, Caplletra. Revista de Filologia, 20, p. 33-81.
- 1998: “Joan Coromines: el mestre”, Discurs [de] Solemne investidura de doctor honoris causa, Universitat de Barcelona, maig de 1997.
- 1997: “L'origen del nom de lloc Malgrat i d'es Malgrat (Mall.) i el problema de Malgrad / Benevante, Estudis de llengua i literatura en honor de Joan Veny, I, p. 427-449, Universitat de Barcelona i Publicacions de l'Abadia de Montserrat.
- 2004: “Més sobre l'origen del cat. Inxa, inxar i cast. Hincha, Estudis romànics, 26, p. 15-37.
- 1996: “Quer, ‘roca, penyal' i la seva família en la toponímia catalana, Llengua i literatura, 7, p. 167-208.
- 1981: “L'evolució de les ee tòniques en català, Mélanges Henri Guiter, p. 81-104.
- 1970-1971: “The Background of the “Xurro” Speech of Upper Mijares”, Romance Philology, 24, p. 96-101.
- 1963-1968: “L'origen dels parlars d'Énguera i de la Canal de Navarrés”, Estudis romànics, 12, p. 317-338.